# مالو کروشینتسه
مالو کروشینتسه (به صربی: Malo Krušince) یک منطقهٔ مسکونی در صربستان است که در کروشواتس واقع شده‌است. مالو کروشینتسه ۱۴۵ نفر جمعیت دارد.